# Корінні народи України
Корінний народ України — автохтонна етнічна спільнота, яка сформувалася на території України, є носієм самобутньої мови і культури, має традиційні, соціальні, культурні або представницькі органи, самоусвідомлює себе корінним народом України, становить етнічну меншість у складі її населення і не має власного державного утворення за межами України.
Українці — основне й автохтонне, корінне населення України, найбільша етнічна спільнота на її території. До корінних же народів, що становлять етнічну меншість в Україні, традиційно відносять кримських татар, караїмів та кримчаків. Цей статус закріплено на законодавчому рівні[⇨].

## Правове підґрунтя
Конституція України гарантує сприяння розвиткові етнічної, культурної, мовної та релігійної самобутності всіх корінних народів і національних меншин України (стаття 11). Згідно з п. 3 ч. 1 статті 92 Конституції, «виключно законами України визначаються … права корінних народів України».
Неодноразові спроби українського законодавця вивести поняття «корінний народ» на офіційний рівень протягом довгого часу не мали успіху. Тільки у 2021 році до Верховної Ради був поданий президентський законопроєкт, призначений для визначення правового статусу таких народів та встановлення правових гарантій на повне володіння всіма правами людини і основоположними свободами осіб, що належать до корінних спільнот. Закон «Про корінні народи України» № 1616-IX був прийнятий 1 липня, а набрав чинності 23 липня 2021 року.
Статут Організації Об'єднаних Націй, резолюція № 1514 (XV) Генеральної Асамблеї ООН «Декларація про надання незалежності колоніальним країнам і народам» від 14 грудня 1960 року, Міжнародний пакт про економічні, соціальні та культурні права та Міжнародний пакт про громадянські та політичні права від 16 грудня 1966 року, Декларація про принципи міжнародного права, що стосуються дружніх відносин та співробітництва між державами відповідно до Статуту Організації Об'єднаних Націй від 24 жовтня 1970 року та інші норми міжнародного права підтверджують основоположне значення права на самовизначення всіх народів, в силу якого вони вільно встановлюють свій політичний статус і вільно здійснюють свій економічний, соціальний та культурний розвиток.
Декларація прав корінних народів (UNDRIP) є юридично необов'язковою резолюцією, прийнятою Організацією Об'єднаних Націй в 2007 році. Вона окреслює і визначає індивідуальні та колективні права корінних народів, включаючи їх право на культурно-обрядове самовизначення, індивідуальність, мову, працевлаштування, охорону здоров'я, освіту та інші питання. Декларація забороняє дискримінацію корінних народів, а також сприяє їх повній та ефективній участі у всіх питаннях, що їх стосуються, та їхньому праві залишатися самобутними та реалізовувати власні бачення економічного та соціального розвитку.
Див. також Конвенцію МОП про корінні народи і народи, що ведуть племінний спосіб життя 1989 р. № 169, Американську декларацію про права корінних народів 2016 р., Резолюцію Європейського парламенту 2017/2206.

### Різниця між поняттями «корінний народ» і «національна меншина»
Виходячи з положень ст.ст. 11 та 119 Конституції України, поняття «корінні народи» та «національні меншини» не є тотожними. Корінним народом вважається етнічна спільнота, яка складає меншість у структурі населення країни, тісно пов'язана своїм походженням з певною територією і головне — на відміну від національної меншини не має етнічно спорідненого державного утворення, тобто немає власної держави.
Згідно з інформацією, розміщеною на сайті міжнародної правозахисної організації «Право на освіту», корінні народи та меншини часто поділяють ті самі характеристики, і різниця між ними не завжди є чіткою. Обидві групи:
- зазвичай перебувають не в домінуючому положенні в межах даної країни;
- їхні культури, мови чи релігійні вірування часто відрізняються від традицій більшості.

Однак, меншини не обов'язково мають тривалий родовий, традиційний та духовний зв'язок зі своїми землями, що є звичайною ознакою корінних народів. Корінні народи також обов'язково зазнавали досвіду колонізації без їхньої згоди. Крім того, корінні народи не обов'язково чисельно поступаються: наприклад, у Болівії корінні групи становлять понад половину населення.
Меншини можуть існувати в межах корінних народів, наприклад, серед етнічних та мовних підгруп.
На думку експерта Ради Європи Франческо Палермо, корінні народи користуються усіма правами осіб, що належать до національних меншин, але також деякими іншими. Сюди входять, зокрема, право на землю та територію, а також визнання звичаєвого права та власних інституцій, особливо для управління внутрішніми громадами. Наприклад, Саамський парламент чи Меджліс кримських татар.
За змістом ч. 1 ст. 1 Закону 1616-IX, корінні народи виокремлюються з-поміж інших меншин ще й тим, що перші не мають власного державного утворення за межами України, тобто немає іншої державної сили, яка б забезпечувала розвиток такого етносу, збереження його історичної свідомості, традицій і культури, самобутності.

## Корінні народи України

### Кримські татари
Чисельність кримських татар в Україні за даними перепису 2001 р. — 248 193, що складає 0,51% населення.

Прапор кримських татар

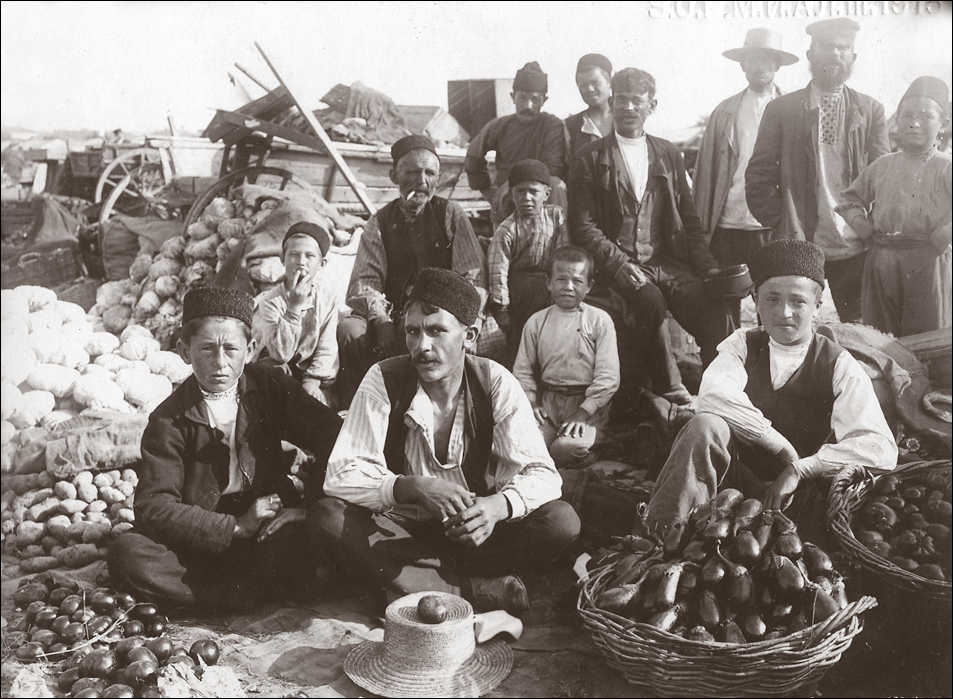
Кримські татари, фото до 1917 р.

Кримські татари, яких ще називають киримли (кримці), сформувалися як етнос на Кримському півострові.
Цей народ став нащадком різних народів, які в різний час переселялися на півострів: таврів, скіфів, кімерійців, сарматів, греків, аланів, готів, гунів, римлян, хазарів, половців, печенігів і татар.
Серед етносу кримських татар вирізняють три типи, які мали точну географічну прив'язку в Криму: степові татари, південнобережні та передгірні. Кримськотатарська мова належить до кипчацько-половецької групи гіпотетичної алтайської мовної сім'ї. Переважна більшість кримських татар — мусульмани-суніти ханафітського мазхабу.
Депортація кримськотатарського народу, що була актом геноциду й етноциду, була проведена 18 травня 1944 року й тривала до червня. Депортували понад 200 тисяч людей. Повернення почалося наприкінці 1970-х років, хоча й натрапляло на сильний опір.
20 березня 2014 року Верховна Рада визнала статус кримськотатарського народу як корінного. Цей статус підтверджений Законом 1616-IX.

### Караїми
Чисельність караїмів в Україні за даними перепису 2001 р. — 1196.

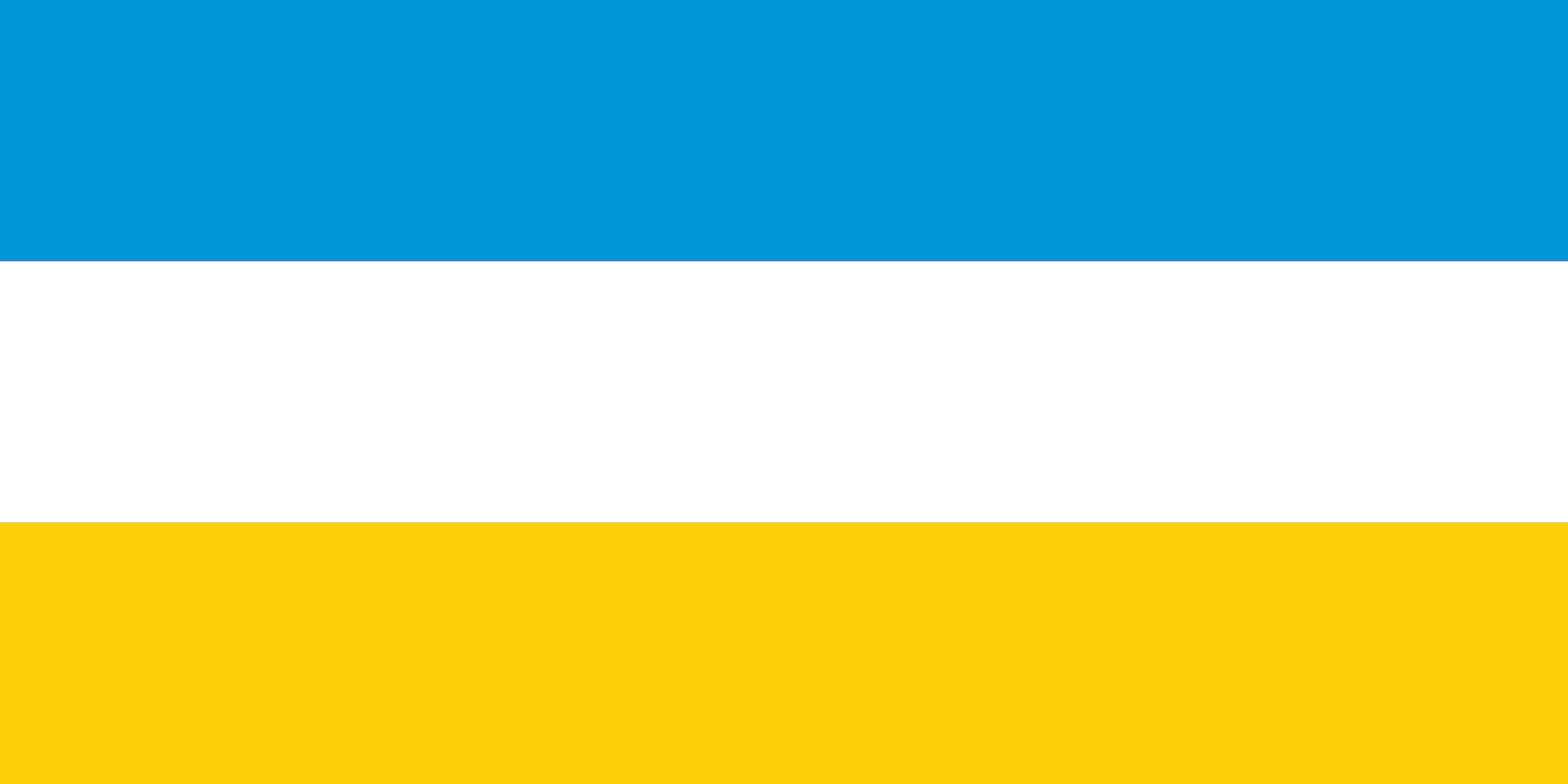
Прапор караїмів

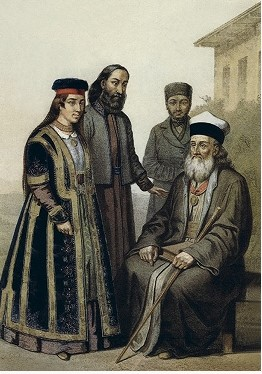
Кримські караїми, мал. XIX ст.

Тюркомовні караїми є корінними жителями Кримського півострова, потомками племен, які входили в VIII—IX ст. у Хозарський каганат, а точніше тих, хто прийняв караїмізм — різновид юдаїзму, що визнає лише писаний Старий завіт і відкидає Талмуд. На арамейсько-староєврейській мові термін караїм означає читець (Тори). Дослідження підтверджують прямий і безпосередній генетичний зв'язок караїмів з хозарами. Караїмська мова належить до кипчацько-половецької підгрупи кипчацької групи тюркських мов. За класифікацією ЮНЕСКО, перебуває на грані вимирання.
У XV ст. в Києві заснована караїмська колонія, такого ж типу поселення караїмів мали місце у Львові, де була Караїмська вулиця, Жовкві, Самборі, Деражні. Потім більшість з них переселилася у Галич. Завдячуючи общинній формі життя, караїми і за межами Криму зберегли мову і культуру, тюркську основу обрядів, одягу, фольклору, національної кухні.
Стародавні святині караїмського народу розташовані поблизу Бахчисарая: фортеця Джуфт (Чуфут) Кале і родове кладовище — святилище Балта-Тіймєз.
У червні 2015 був зареєстрований проєкт постанови Верховної Ради «Про Заяву Верховної Ради України щодо збереження в Україні самобутності та культурної спадщини кримських караїмів (караїв) та кримчаків», якою народні депутати мали намір визнати караїмів та кримчаків корінними народами, однак він не був прийнятий.
Закон 1616-IX надав караїмам статус корінного народу в Україні.

### Кримчаки
Чисельність кримчаків в Україні за даними перепису 2001 р. — 406.

Один з проектів прапору кримчаків

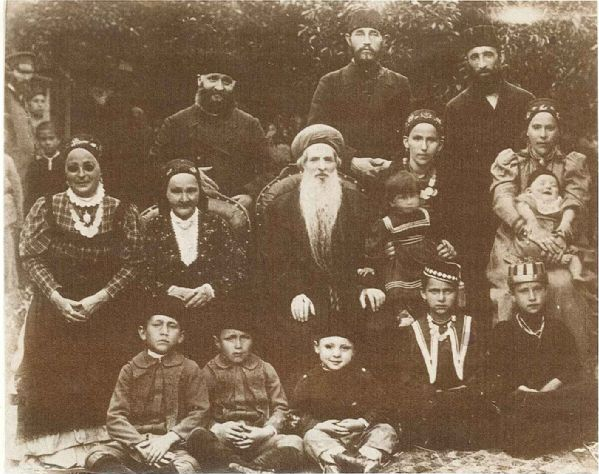
Сімейний портрет кримчацького гахама Хаїма Медіні (1890-ті)

Кримчаки є окремою етнолінгвістичною спільнотою єврейського населення, котрі з'явилися на півострові у 14-16 століттях. Вони перейняли у татар багато звичаїв і традицій і від 13-го століття стали тюркомовними.
Кримчацька мова близька до кримськотатарської (відрізняється від кримськотатарської та караїмської лексичними і фонетичними особливостями) та належить до тюркських мов, однак сьогодні цією мовою володіють лише люди похилого віку.
11 грудня 1941 року в Криму нацисти розстріляли до 20 тисяч сімферопольців. Більшість із них були етнічними кримчаками та євреями. В один день нацисти убили понад 8 тисяч кримчаків, які сповідували релігію, близьку до юдаїзму, тому розділили долю євреїв півострова. Їм, як етносу, відродитися фактично не вдалося.
Протягом 1990-х кількадесят кримчацьких родин емігрували до Ізраїлю.
У червні 2015 був зареєстрований проєкт постанови Верховної Ради «Про Заяву Верховної Ради України щодо збереження в Україні самобутності та культурної спадщини кримських караїмів (караїв) та кримчаків», якою народні депутати мали намір визнати караїмів та кримчаків корінними народами, однак він не був прийнятий.
Закон 1616-IX надав кримчакам статус корінного народу в Україні.

### Інші точки зору
На теренах України з давніх часів мешкають також інші нечисленні етнічні групи, що визначають себе корінними (наприклад, греки Приазов'я, гагаузи, болгари Буджацького степу). Проте, вважається, що вони вже реалізували своє право на самовизначення поза межами Української держави.
Низка науковців дотримується думки, що в Україні немає корінних народів (англ. Indigenous peoples), які повною мірою відповідали б критеріям вищеназваних Декларації ООН та Конвенції МОП.

## Права корінних народів України
Усі корінні народи в Україні користуються правами та свободами нарівні з національними меншинами. Так, держава гарантує всім національним меншинам права на національну культурну автономію: користування і навчання рідною мовою чи вивчення рідної мови в державних навчальних закладах або через національні культурні товариства, розвиток національних культурних традицій тощо. Держава сприяє розвиткові їх етнічної, культурної, мовної та релігійної самобутності.
У 2019 році з'явився законодавчий акт, що вперше виділив окрему групу прав корінних народів — Закон «Про забезпечення функціонування української мови як державної». Він закріплює, що особам, які належать до корінних народів України, гарантується право на навчання в комунальних закладах освіти для здобуття дошкільної і загальної середньої освіти, поряд із державною мовою, мовою відповідного корінного народу України. Це право реалізується шляхом створення відповідно до законодавства окремих класів (груп) з навчанням мовою відповідного корінного народу України поряд із державною мовою і не поширюється на класи (групи) із навчанням державною мовою.
Серед основоположних прав корінних народів України Законом 1616-IX гарантуються культурні, освітні, мовні та інформаційні права, права на сталий розвиток.
Корінним народам України гарантується право на правовий захист від будь-яких дій, спрямованих на:
1. позбавлення ознак етнічної приналежності та цілісності як самобутніх народів, позбавлення культурних цінностей;
2. виселення або примусове переміщення із місць компактного проживання у будь-якій формі;
3. примусову асиміляцію або примусову інтеграцію у будь-якій формі;
4. заохочення або розпалювання расової, етнічної чи релігійної ненависті, спрямованої проти них.

Корінні народи визначають власну національну символіку та порядок її застосування з дотриманням законів України. Вони також мають право відроджувати, використовувати, розвивати і передавати майбутнім поколінням свої історію, мови, традиції, писемність і літературу, відновлювати та зберігати об'єкти матеріальної та нематеріальної культурної спадщини. Заперечення етнічної приналежності чи етнічної самобутності корінних народів забороняється.
Держава гарантує можливість вивчення мов корінних народів України.
Представницькі органи корінних народів України — відповідні представницькі інститути, що створюються корінними народами і відповідно до Конституції та законів України наділяються правом представляти корінні народи та приймати рішення від їх імені. Через них корінні народи визначають пріоритети і розробляють стратегії з метою здійснення свого права на розвиток. Таке право включає участь у розробці та реалізації державних та регіональних програм, а також інших стратегічних та програмних документів на засадах вільної, попередньої та поінформованої згоди з тих питань, які стосуються прав та законних інтересів корінних народів України, а також процесів інтеграції до українського суспільства.
Акти та рішення органів виконавчої влади з питань розвитку мов, культури, забезпечення прав корінних народів України на освіту мовою корінного народу, діяльності засобів масової інформації мовами корінних народів України, їх інтеграції ухвалюються після проведення консультацій з представницькими органами.

## Наукові публікації
- Бабин, Борис Владимирович, and Борис Володимирович Бабін. «Конституційно-правовий статус корінних народів України.» (2005).
- Швидка, В. А., and І. П. Марчук. «Корінні народи України.» Міжнародні та політичні дослідження 19.2 (21) (2014): 54-59.
- Котигоренко, Віктор. «Мовний аспект державної етнополітики в Україні.» Стратегічні пріоритети 2.3 (2007): 137—146.
- Котигоренко, В. О., and М. І. Панчук. «Проблеми термінології законодавства, що регулює етнонаціональні відносини в Україні.» Український соціум 1 (2020): 72.
- Слінько, Т. М., and О. О. Бойко. «ПРОБЛЕМИ ВИЗНАЧЕННЯ СТАТУСУ КОРІННОГО НАРОДУ В УКРАЇНІ.» (2018).
- Топалова, Ельзара Халілівна. «Забезпечення прав корінних народів: міжнародні документи та українські реалії.» Теорія та практика державного управління і місцевого самоврядування 1 (2016).
- Стогова, Ольга Володимирівна. Проблеми етнополітики в законодавчих актах незалежної України. Diss. Дніпропетровський національний університет імені Олеся Гончара, 2001.
- Орєхова, Ірина. «Питання статусу кримськотатарського народу в контексті визначення поняття „корінний народ“.» Актуальні проблеми вітчизняної та всесвітньої історії 14 (2011).